# Сказка о царе Салтане
«Сказка о царе Салта́не, о сыне его славном и могучем богатыре князе Гвидо́не Салта́новиче и о прекрасной царевне Лебеди» (укороченный вариант названия — «Сказка о царе Салтане») — сказка в стихах Александра Пушкина, написанная в 1831 году и впервые изданная в следующем году в собрании стихотворений.
Сказка посвящена истории женитьбы царя Салтана и рождению его сына, князя Гвидона, который из-за козней тёток попадает на необитаемый остров, встречает там волшебницу — царевну Лебедь, с её помощью становится могущественным владыкой и воссоединяется с отцом.

## Сюжет
Разговаривая меж собой, три сестры за прялкой мечтают о том, что бы каждая из них сделала, если б вдруг стала царицей. Первая из них обещает устроить пир на весь мир, вторая — наткать полотна, а третья — «для батюшки-царя» родить богатыря. В этот момент в светлицу входит сам царь Салтан, который ещё до этого подслушивал разговор сестёр под окном. Он предложил третьей из них стать его женой и к концу сентября родить богатыря, а двум другим — быть ткачихой и поварихой при дворе.
Пока царь воевал в дальних краях, царица родила сына — царевича Гвидона. Однако сёстры молодой матери из зависти написали отцу новорождённого, будто супруга произвела на свет «неведому зверюшку». Вопреки ожиданиям обманщиц, царь не спешит расправиться с женой, а приказывает подождать с решением до его возвращения. Женщины, однако, не унимаются: подменяют подлинное послание от царя подложным, в котором якобы содержится приказ «и царицу, и приплод тайно бросить в бездну вод». Бояре, не заподозрив обмана, помещают мать с младенцем в бочку и бросают в море. Бочку выносит на необитаемый остров, причём Гвидон выходит из неё уже взрослым юношей. Чтобы прокормить мать, он мастерит лук и стрелу и идёт к морю на охоту. Там он спасает белую лебедь от коршуна, и та обещает отблагодарить его. На пустом острове появляется город, правителем которого становится Гвидон.
Мимо острова проплывают купцы из царства Салтана и удивляются, видя на прежде необитаемом острове «город новый златоглавый, пристань с крепкою заставой». Гвидон принимает купцов как дорогих гостей, а в конце разговора передаёт поклон царю Салтану. По прибытии в царство Салтана они рассказывают ему о чудесном городе и приглашают его от имени князя Гвидона в гости.
Сам царевич, захотев повидаться с отцом и превратившись с помощью лебеди в комара, приплывает с купцами к отцу и слушает этот разговор. Но одна из завистливых сестёр, повариха, рассказывает Салтану о новом чуде света: поющей белке, которая живёт под елью и грызёт орешки с изумрудами и золотыми скорлупками. Услышав об этом, царь отказывается от поездки к Гвидону. За это комар жалит повариху в правый глаз.
После возвращения в свои владения Гвидон рассказывает лебеди о белке, и та переселяет её в его город. Для белки князь строит хрустальный дом.
В следующий раз купцы рассказывают Салтану о белке и передают новое приглашение от Гвидона. Царевич в образе мухи слушает и этот разговор. Ткачиха рассказывает о 33 богатырях, выходящих из моря во главе с дядькой Черномором. Салтан, услышав о новом чуде, опять отказывается от поездки, за что муха жалит ткачиху в левый глаз. Князь Гвидон рассказывает лебеди о 33 богатырях, и те, которые оказываются родными братьями лебеди, появляются на острове и обещают ежедневно охранять Гвидонов город.
И вновь купцы рассказывают царю Салтану о чудесах и передают новое приглашение. Гвидон в образе шмеля подслушивает. Сватья царя баба Бабариха (его некровная родственница-свойственница по первому его браку) рассказывает о царевне, затмевающей «днём свет божий», с месяцем под косой и горящей звездой во лбу. Услышав об этом чуде, Салтан в третий раз отказывается от поездки. За это шмель жалит Бабариху в нос, пожалев её глаза.
После возвращения Гвидон рассказывает лебеди о прекрасной царевне и говорит, что хочет на ней жениться. Та вновь исполняет желание Гвидона, потому что царевна со звездой во лбу — это она сама и есть. Купцы в очередной раз приезжают к царю Салтану, рассказывают ему о всех изменениях на острове и вновь передают приглашение Гвидона с укором: «К нам-де в гости обещался, а доселе не собрался».
В итоге царь Салтан отправляется в путь к острову Буяну. По прибытии он узнаёт в царице свою жену, а в молодых князе с княгиней — своего сына и невестку. На радостях он прощает злых сестёр и сватью, после чего отпускает их домой. Устраивается весёлый пир на весь мир, и все живут счастливо и богато.

Иллюстрации Билибина
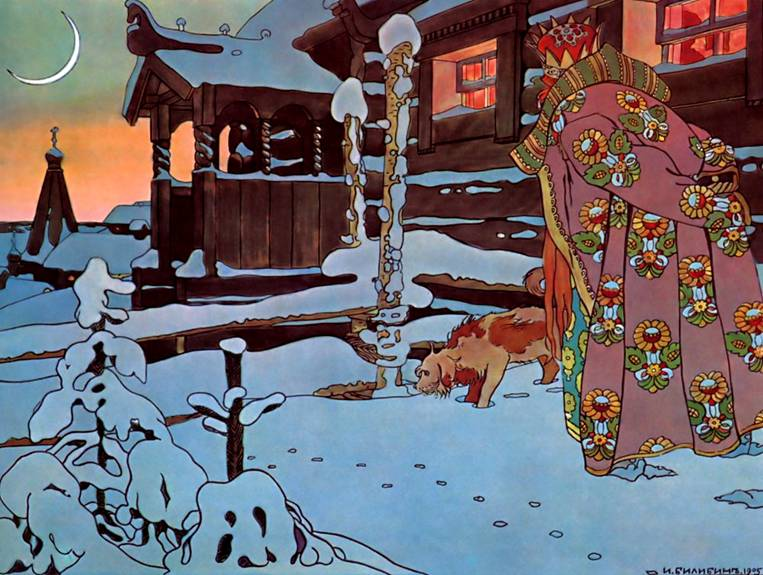
Царь Салтан подслушивает под окнами
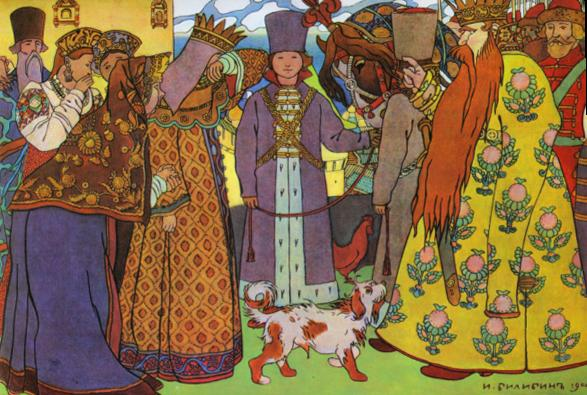
Прощание Салтана
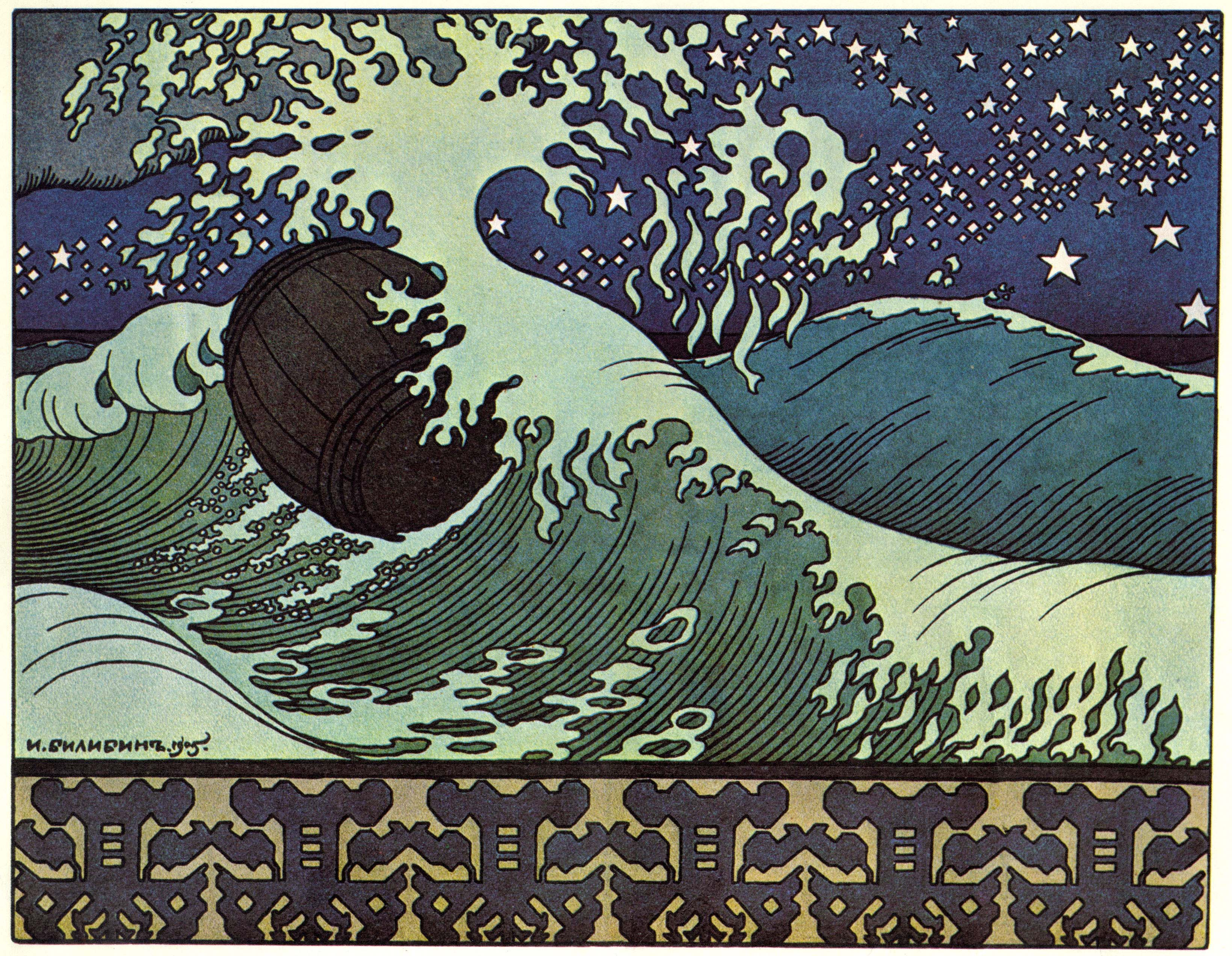
В синем небе звёзды блещут, В синем море волны хлещут
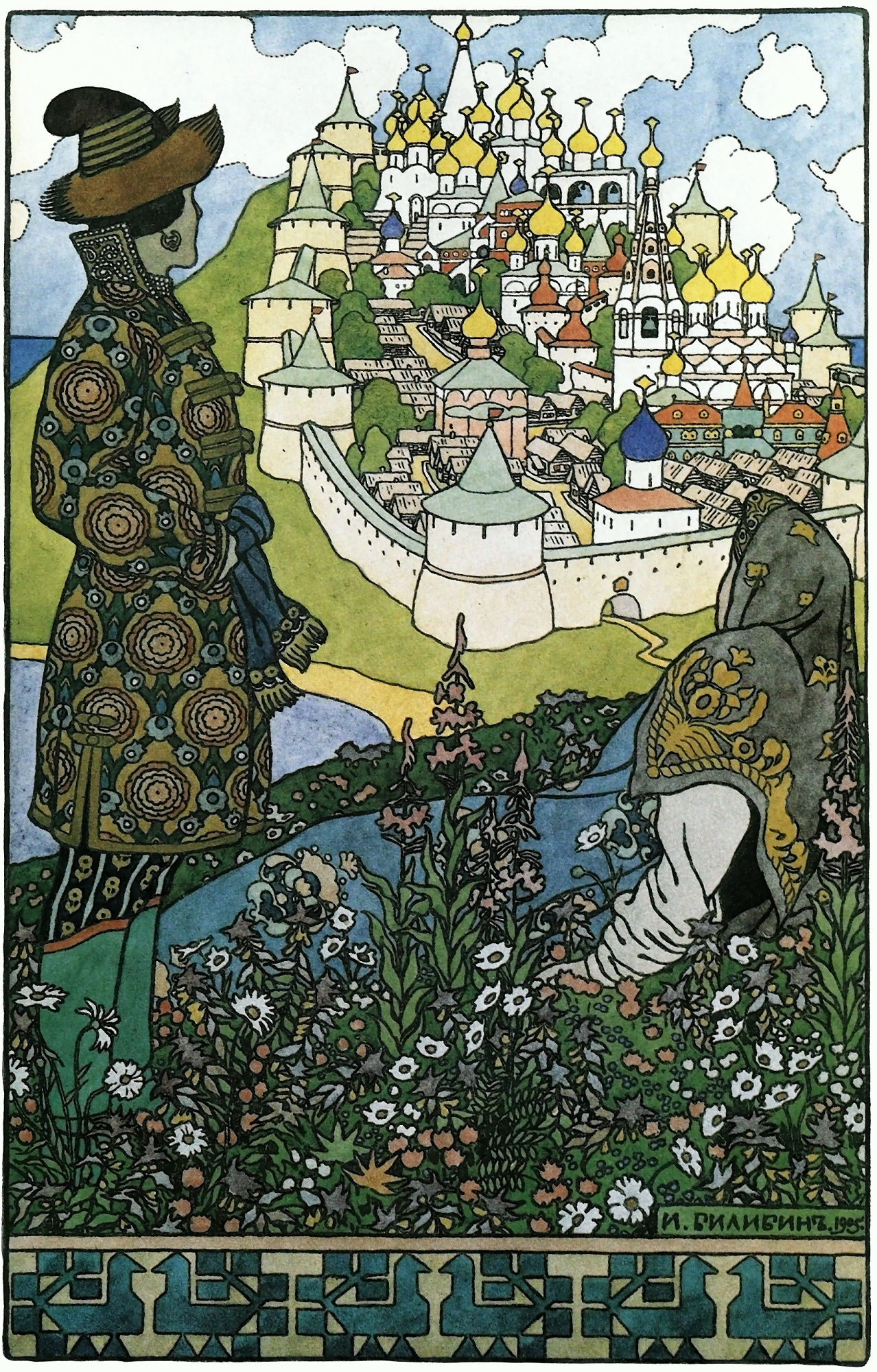
И дивясь, перед собой Видит город он большой
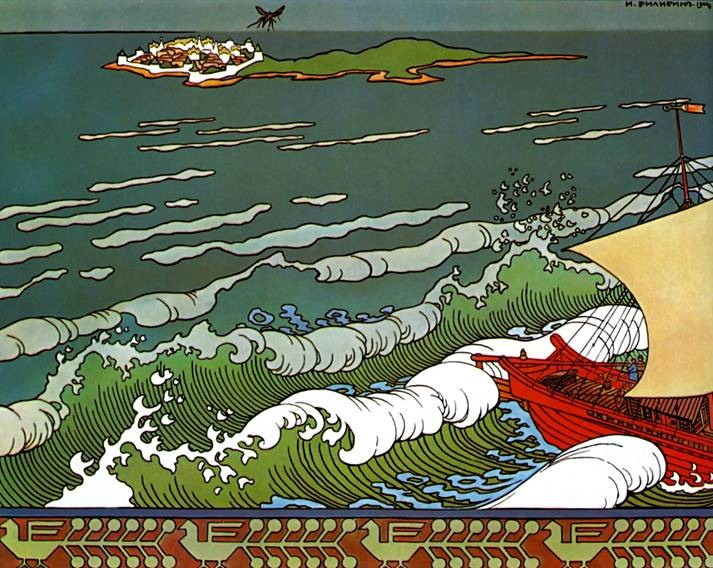
Полёт комара
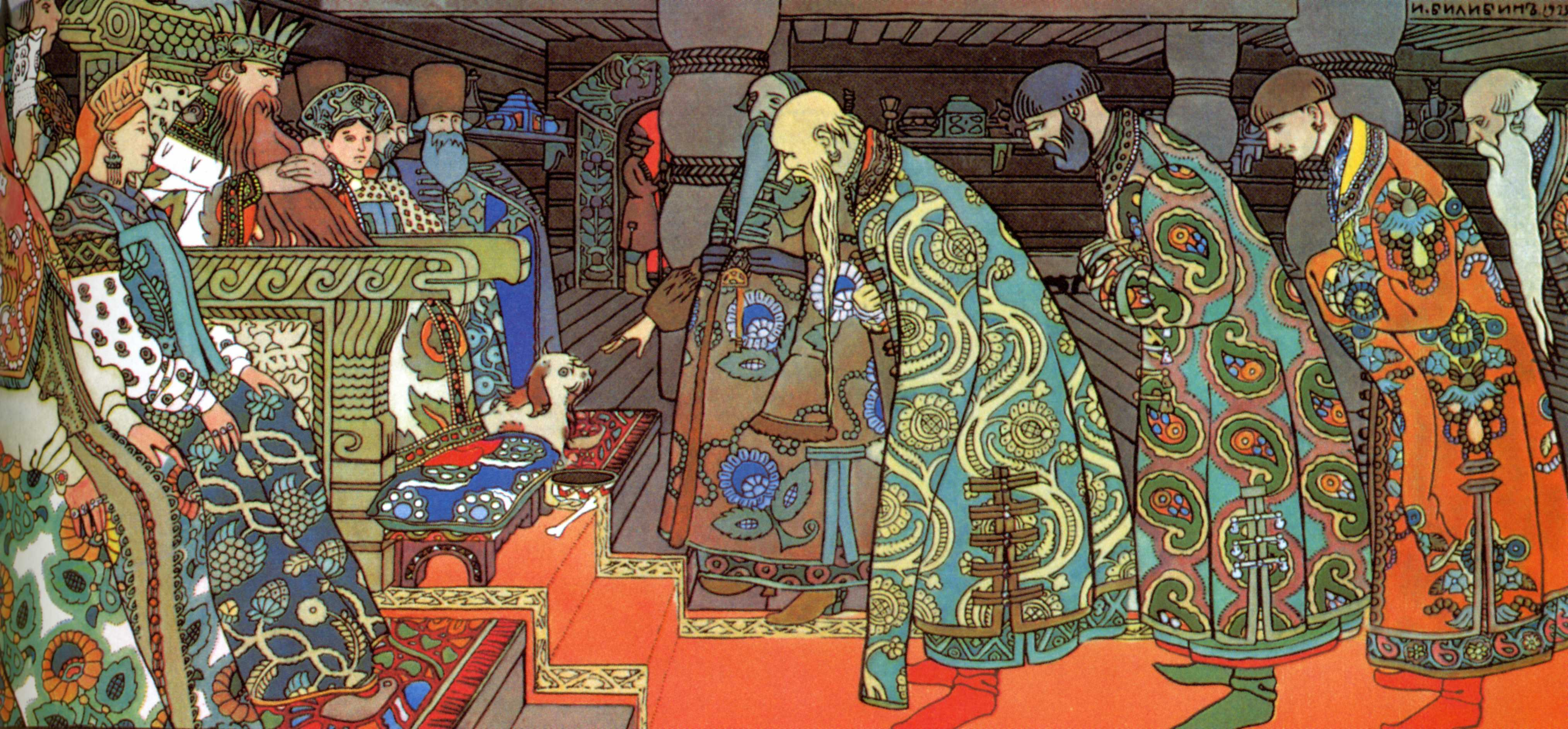
Корабельщики в ответ: Мы объехали весь свет
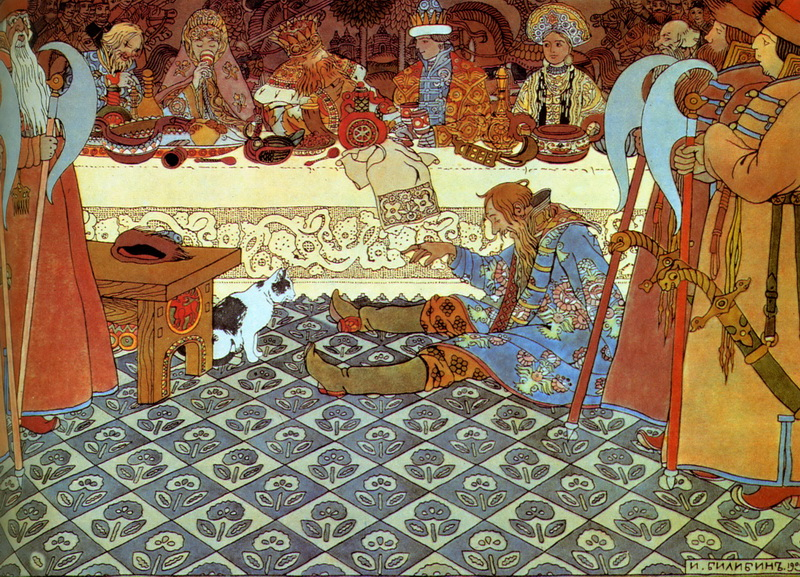
Заключительный пир

## История создания
В основном Пушкин использовал народную сказку «По колена ноги в золоте, по локоть руки в серебре» (см. ниже), записанную им конспективно в двух или трёх разных вариантах (в зависимости от того, считать прозаическую запись 1828 года черновиком или нет). В произведении использовались и персонажи, заимствованные из других народных сказок — например, волшебный образ Царевны Лебеди, имеющий отклик в образе Василисы Премудрой (см. ниже).
Считается, что первую запись, связанную с сюжетом будущей сказки, Пушкин делает в 1822 году в Кишинёве. (Хотя существует мнение, что это более поздняя (1824—1825 или 1828 года) вставка в кишинёвскую тетрадь).
Это короткая схематическая запись, которая представляет собой, скорее всего, конспект литературного, вероятно, западноевропейского источника (о чём свидетельствуют такие детали, как «оракул», «ладья», «буря», объявление войны и т. д.). Разобраться в этой схематичной записи сложно из-за путаницы в персонажах. (Марк Азадовский комментирует: «Царь, умирающий бездетным, — несомненно, царь страны, в которую прибыла изгнанная царица с сыном, „Царевна рождает сына“ — новая жена; второй же раз под „царевной“ именуется первая жена царя, а под „царицей“ — мать царевича»).

Следующая краткая запись сказки была сделана Пушкиным в 1824—1825 гг., во время пребывания в Михайловском. Эта запись восходит, как предполагают, к няне Арине Родионовне и находится среди записей, известных под условным названием «Сказок Арины Родионовны».
«Некоторый царь задумал жениться, но не нашёл по своему нраву никого. Подслушал он однажды разговор трёх сестёр. Старшая хвалилась, что государство одним зерном накормит, вторая, что одним куском сукна оденет, третья, что с первого года родит 33 сына. Царь женился на меньшой, и с первой ночи она понесла.
Царь уехал воевать. Мачеха его, завидуя своей невестке, решилась её погубить. После трёх месяцев царица благополучно разрешилась 33 мальчиками, а 34 уродился чудом — ножки по колено серебряные, ручки по локотки золотые, на лбу звезда, в заволоке месяц; послали известить о том царя. Мачеха задержала гонца по дороге, напоила его пьяным, подменила письмо, в коем написала, что царица разрешилась не мышью, не лягушкой — неведомой зверюшкой. Царь весьма опечалился, но с тем же гонцом повелел дождаться приезда его для разрешения. Мачеха опять подменила приказ и написала повеление, чтоб заготовить две бочки: одну для 33 царевичей, а другую для царицы с чудесным сыном — и бросить их в море. Так и сделано.
Долго плавали царица с царевичем в засмоленой бочке, наконец море выкинуло их на землю. Сын заметил это. „Матушка ты моя, благослови меня на то, чтоб рассыпались обручи и вышли бы мы на свет“. — „Господь благослови тебя, дитятко“. — Обручи лопнули, они вышли на остров. Сын избрал место и с благословения матери вдруг выстроил город и стал в оном жить да править. Едет мимо корабль. Царевич остановил корабельщиков, осмотрел их пропуск и, узнав, что едут они к Султану Султановичу, турецкому государю, обратился в муху и полетел вслед за ними. Мачеха хочет его поймать, он никак не даётся. Гости-корабельщики рассказывают царю о новом государстве и о чудесном отроке — ноги серебряные и проч. „Ах, — говорит царь, — поеду посмотреть это чудо“. — „Что за чудо, — говорит мачеха, — вот что чудо: у моря лукомория стоит дуб, а на том дубу золотые цепи, а по тем цепям ходит кот: вверх идёт — сказки сказывает, вниз идёт — песни поёт“. — Царевич прилетел домой и с благословения матери перенёс перед дворец чудесный дуб.
Новый корабль. То же опять. Тот же разговор у Султана. Царь опять хочет ехать. „Что это за чудо, — говорит опять мачеха, — вот что чудо: за морем стоит гора, и на горе два борова, боровы грызутся, а меж ими сыплется золото да серебро“ и проч. Третий корабль и проч. так же. „Что за чудо, а вот чудо: из моря выходят 30 отроков точь-в-точь равны и голосом и волосом, и лицом и ростом, а выходят они из моря только на один час“.
Тужит царевна об остальных своих детях. Царевич с её благословения берётся их отыскать. „Нацеди ты, матушка, своего молока, ты замеси 30 лепешечек“. — Он едет к морю, море всколыхалося, и вышли 30 юношей и с ними старик. И царевич спрятался и оставил одну лепёшечку, один из них и съел её. „Ах, братцы, — говорит он, — до сих пор не знали мы материнского молока, а теперь узнали“. — Старик погнал их в море. На другой день вышли они опять, и все съели по лепёшке, и познали брата своего. На третий вышли без старика, и царевич привёл всех братьев своих к своей матери. Четвёртый корабль. То же самое. Мачехе уж более делать нечего. Царь Султан едет на остров, узнаёт свою жену и детей и возвращается с ними домой, а мачеха умирает».
Первоначально в 1828 году при написании сказки Пушкин, возможно, хотел чередовать стихи с прозой, но впоследствии отказался от этой идеи. Этим годом датируется первоначальная редакция начала (14 стихотворных строк и прозаическое продолжение). (Хотя есть версия, что прозаический фрагмент — материал для дальнейшей работы. В итоге сказка написана четырёхстопным хореем с парной рифмовкой (см. ниже).
[Три девицы под окном]

Пряли поздно вечерком

Если б я была царица

Говорит одна девица

То на весь народ одна

Наткала б я полотна —

Если б я была царица

Говорит её сес<трица>

То сама на весь бы мир

Заготовила я пир —

Если б я была царица

Третья молвила девица

Я для батюшки царя

Родила б богатыря.

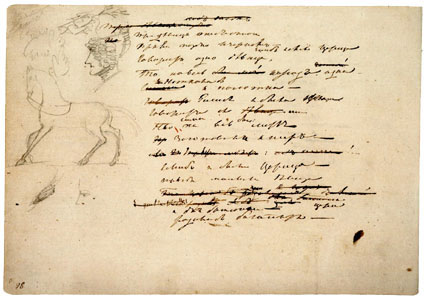
Автограф Пушкина с записью сказки, 1828 год

Сказка была завершена летом-осенью 1831 года, когда Пушкин жил в Царском Селе на даче А. Китаевой. В этот период он находился в постоянном общении с Жуковским, с которым вступил в соревнование, работая над одним и тем же «русским народным» материалом. Жуковский предложил написать каждому по стихотворной переработке народной сказки. Он тогда работал над сказками о спящей царевне и о царе Берендее, а Пушкин сочинил «Сказку о царе Салтане» и «Балду».
По рассказу друга Пушкина — Павла Воиновича Нащокина, записанному П. И. Бартеневым, «Сказку о Царе Салтане» Пушкин написал в дилижансе, проездом из Петербурга в Москву (воспоминания эти сомнительны).
На обрывке, по некоторым указаниям, несохранившегося автографа сказки она датирована 29 августа 1831 года.
Несколько рукописей сохранилось. Перебелена сказка была (согласно помете в автографе ''ПБЛ'' № 27) 29 августа 1831 года. Набросок переработки строк 725—728 был сделан, вероятно, в середине сентября. А писарская копия сказки была несколько переработана Плетнёвым и Пушкиным после чтения её Николаем I в сентябре — декабре 1831 года.

### Публикация

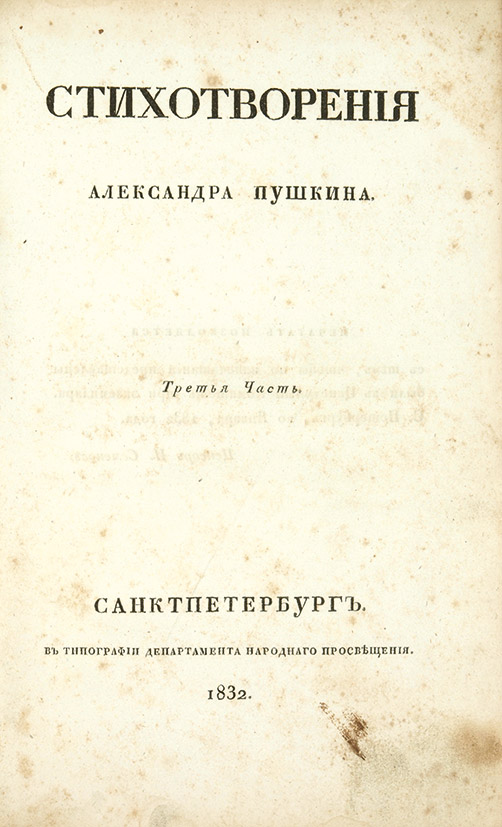
Титульная страница сборника Пушкина, в котором сказка была впервые напечатана (1832 год)

Впервые сказка была напечатана Пушкиным в сборнике «Стихотворения А. Пушкина» (ч. III, 1832, стр. 130—181).
Впрочем, по свидетельству Ефремова в его первом издании сочинений Пушкина (т. III, 1880, стр. 441), существовало более раннее издание: будто бы эта сказка была «впервые напечатана в особой брошюре вместе со сказками Жуковского, но брошюра эта назначена была Жуковским только для высочайших особ». Ни одного экземпляра этой брошюры до сих пор не известно.
В текст первого издания 1832 года введены некоторые изменения, вероятно, цензурного характера. Их в современных изданиях иногда восстанавливают — с чтения писарской копии с поправками автора и Плетнёва в цензурной рукописи.
Любопытно замечание в конце 1-го издания: «Поправка. В Сказке о царе Салтане и проч. вместо слова Окиян ошибочно везде напечатано Океан» (то есть при печати ошибочно была ликвидирована сказочность этого окияна).
Отдельной прижизненной публикации этой сказки не выходило.

## Характеристика текста
Сказка написана четырёхстопным хореем с парной рифмовкой, содержит 1004 строки и разделена типографически на 27 отдельных строф неравной длины (от 8 до 96 строк в каждой).
Как отмечают пушкинисты, в этой сказке «он по-новому подходит к проблеме стихотворной формы для передачи „народных сказок“. Если „Жених“ (1825) написан ещё в форме балладного стиха, то „Салтан“ написан уже четырёхстопным хореем со смежными рифмами — с чередованием мужских и женских; размер, прочно вошедший с тех пор в литературную практику для передачи произведений такого рода».
Структура сказки «отличается предельной жанровой насыщенностью. „Царь Салтан“ — сказка вдвойне, причём эта сдвоенность выступает как основной структурообразующий принцип: слиты два фольклорных сюжета, совмещены две версии одного из этих сюжетов, сдвоены персонажи, спарены функции, введены параллельные мотивировки, продублированы реалии. В „Сказке о царе Салтане“ как бы наложены друг на друга два сказочных сюжета, в фольклоре бытующих порознь: один — о невинно гонимой жене, другой — о вещей деве, способствующей победе своего суженого. Пушкинская сказка повествует и о том, как царь Салтан потерял, а затем нашёл жену и сына, и о том, как юный Гвидон встретил царевну-лебедь, свою суженую. В результате не просто сумма — каждый из героев стал счастлив и „по горизонтали“ (царь, несмотря на происки неблагожелателей, вновь обретает жену, князь Гвидон находит свою царевну), и „по вертикали“ (отец и сын находят друг друга, царь и царица обретают невестку). Радость умножается на радость». Принцип удвоения, использованный в построении сюжета в целом, действует и в построении отдельных образов — поступков героев (например, гонца), упоминаний белки и т. д.

## Фольклорные и литературные источники сюжета

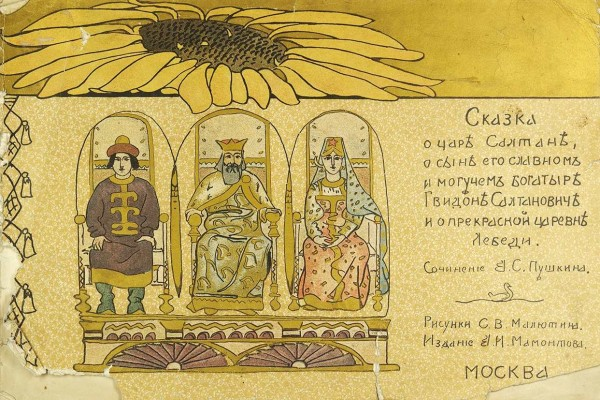
Иллюстрация Сергея Малютина, 1899

Длинное заглавие сказки имитирует распространённые в XVIII веке заглавия лубочных повествований, возможно, в первую очередь «Сказку о храбром, славном и могучем витязе и богатыре Бове».
«Сказка о царе Салтане» — вольная обработка народной сказки «По колена ноги в золоте, по локоть руки в серебре» (см. ниже), которая, как считается, была записана Пушкиным в различных вариантах (см. выше). Поэт не следовал в точности ни одному из них, свободно изменял и дополнял сюжет, сохраняя при этом народный характер содержания. Бонди пишет, что Пушкин освободил сказку «от сюжетной путаницы (результата порчи текста в устной передаче), от грубых нехудожественных деталей, вносимых рассказчиками». Также замечают влияние сказки «Поющее дерево, живая вода и птица-говорунья» (см. ниже). Первые русские публикации обеих использованных разновидностей сказочного сюжета относятся к концу XVIII века и началу XIX века. Наиболее интересны варианты в собраниях Е. Н. Ончукова («Северные сказки» № 5) и М. Азадовского («Сказки Верхнеленского края», № 2). Некоторые из записанных текстов отражают в свою очередь знакомство сказочников с текстом сказки Пушкина. Известен и лубочный текст этой сказки, причём лубок «Сказка о трёх королевнах родных сестрах» был весьма популярен уже в начале XIX века. Несомненно, что Пушкин читал печатные тексты сказок народных и книжных — небольшая коллекция их сохранилась в его библиотеке, причём есть упоминание, что среди них находилась сказка «О Катерине Сатериме», имеющая тот же сюжет.
Бонди указывает, что Пушкиным использована традиционная в народных сказках тема судьбы оклеветанной жены и благополучного разрешения этой судьбы. Вторая тема, введённая в сказку самим Пушкиным, — это народный образ идеального, счастливого морского государства. Кроме того, «тема странствия младенца по волнам, в корзине, сундуке, ящике — одна из самых распространённых тем фольклора, в том числе и русского. Эти странствия являются метафорой „загробных“ странствий закатившегося солнца по потустороннему миру». Другой исследователь пишет, что поэт объединяет мотивы сказок об оклеветанной жене (чудесном сыне) и о премудрой (вещей) деве. О структуре и удвоении сюжетов см. выше.
Как указывают пушкинисты, поэт очень близко придерживается устной традиции, и только собственные имена (Салтан, Гвидон) взяты из других источников. В контексте распространения мифологических сюжетов народов Евразии и Северной Америки рассматривает составные эпизоды сказки фольклорист Юрий Берёзкин .

### По колена ноги в золоте, по локоть руки в серебре
Русская народная сказка «По колена ноги в золоте, по локоть руки в серебре» записана Александром Афанасьевым в 5 вариантах. Вообще версий сюжета о чудесных детях на европейских языках существует множество, также существуют индийские, турецкие, африканские и индейские. «Русских вариантов — 78, украинских — 23, белорусских — 30. Сюжет часто встречается и в сборниках сказок неславянских народов СССР в вариантах, близких восточнославянским». Аналогична им сказка «О Катерине Сатериме».
В первом из этих вариантов сёстры подменяют первого и второго младенца, чудесных обликом («во лбу солнце, а на затылке месяц, по бокам звезды») на котёнка и щенка, и бочке с матерью оказывается только третий ребёнок. Причем царице выкалывают глаза, а её муж, которого зовут Иван-царевич, женится на старшей сестре. Ребёнок также растёт с потрясающей быстротой, однако чудеса, в том числе возвращение матери зрения, он совершает, приговаривая «по щучьему веленью». Мальчик переносит своих братьев волшебным образом на остров, и они живут чудесно. Нищие старцы прохожие рассказывают отцу о чудесных юношах, он скачет их навестить, воссоединяется с семьёй, а новую жену (коварную сестру) закатывает в бочку и бросает в море.
В другом варианте супругов зовут Иван-царевич и Марфа-царевна (она тоже дочь царя), она рождает трёх чудесных сыновей («по колена ноги в золоте, по локоть руки в серебре»), однако злодейкой в сказке выступает Баба-Яга, которая выдаёт себя за повитуху и подменяет детей на щенят, забирая мальчиков к себе. В следующий раз царица рождает сразу шестерых сыновей, и одного успевает спрятать от Бабы-Яги. Мать со спрятанным младенцем муж бросает в бочке в море; на чудесном острове все устраивается по их желанию. Нищие старцы рассказывают отцу-царевичу о чудесном острове и юноше с золотыми ногами, тот хочет ехать к нему в гости. Однако Баба-Яга говорит, что у неё таких отроков живёт много, незачем за таким ехать. Узнав об этом, царица догадывается, что это её сыновья, и младший сын забирает их из подземелья Бабы-Яги. Услышав от нищих, что на острове живёт теперь девять чудесных юношей, отец отправляется туда и семья воссоединяется.
В третьем варианте героиня — младшая дочь царя Додона Марья, которая обещает родить сыновей («по колено ноги в серебре, но локоть руки в золоте, во лбу красно солнышко, на затылке светел месяц»). Дважды она рожает по трое сыновей, сестра подменяет их на щенков и забрасывает на далекий остров. В третий раз единственного мальчика царице удаётся спрятать, но её с сыном бросают в бочке в море. Бочка пристаёт к тому самому острову и мать воссоединяется с сыновьями. После этого семья отправляется к отцу и рассказывает, как его обманули.
В четвёртом варианте трёх рождённых подряд младенцев («по колена в серебре, по грудь в золоте, во лбу светел месяц, по бокам часты звезды») с помощью повивальной бабки сестра превращает в голубей и отпускает в чистое поле. Четвёртый ребёнок рождается безо всяких чудесных примет, и за это царь, которого зовут Иван-королевич, сажает жену с ребёнком в бочку. Они оказываются на острове, где чудесные предметы (кошелёк, огниво, кремень, топорок и дубинка) помогают им построить город. Проезжавшие мимо купцы рассказывают отцу о чудесном острове, однако сестра отвлекает его рассказом, что где-то есть «мельница — сама мелет, сама веет и пыль на сто верст мечет, возле мельницы золотой столб стоит, на нём золотая клетка висит, и ходит по тому столбу учёный кот: вниз идёт — песни поёт, вверх поднимается — сказки сказывает». Благодаря чудесным помощникам это появляется на острове. Купцы рассказывают отцу о новом чуде, но сестра его отвлекает рассказом о том, что где-то есть « золотая сосна, на ней сидят птицы райские, поют песни царские». Царевич, прилетевший в образе мухи, жалит сестру в нос. Далее история повторяется: царя отвлекают рассказом о том, что где-то есть «три братца родные — по колена в се́ребре, по грудь в золоте, во лбу светел месяц, по бокам часты звезды», причем коварная сестра-рассказчица не знает, что это и есть похищенные ею старшие племянники. Царевич в образе комара кусает тётку в нос. Он находит братьев, забирает их на свой остров, потом купцы рассказывают о них царю, и в итоге семья воссоединяется. (Вариант записан после публикации пушкинской сказки и несёт следы её воздействия, а не наоборот).

### Поющее дерево, живая вода и птица-говорунья
Сказка «Поющее дерево, живая вода и птица-говорунья» (Аарне-Томпсон № 707) записана Афанасьевым в двух вариантах. «Мотив заточения оклеветанной царской жены в часовне (заточения в башню, замуровывания в стене) имеет соответствие в западных, и в белорусских, украинских, латышских, эстонских, литовских вариантах. Так же, как и особенно характерная для восточнославянского фольклора версия „Чудесных детей“ — „По колена ноги в золоте…“, версия (разновидность) „Поющее дерево и птица-говорунья“ развивалась на почве восточнославянской сказочной традиции, обогащаясь своеобразными подробностями».
В первом варианте царь подслушивает разговор трёх сестёр, женится на младшей. Сестры подменяют трёх подряд рождённых детей царицы (двух мальчиков и девочку) на щенков, и пускают их в коробочке в пруд. Муж сажает царицу на паперть просить милостыню, передумав её казнить. Детей растит царский садовник. Братья, вырастая, отправляются, спровоцированные некой старушкой, искать для сестры птицу-говорунью, дерево певучее и живой воды и погибают («Если на ножичке кровь покажется, то меня в живых не будет!»). Сестра идёт их искать и оживляет. Они сажают чудесное дерево в саду, потом царь приезжает к ним в гости, семья воссоединяется, включая царицу.
Во втором варианте «виноватую» царицу заключают в каменный столб, а детей («двух сыновей — по локоть руки в золоте, по колен ноги в серебре, в затылке светел месяц, а во лбу красно солнышко, да одну дочь, которая как улыбнётся — посыплются розовые цветы, а как заплачет — то дорогой жемчуг») воспитывает генерал. Братья ищут для сестры живой воды, мертвой воды и говорящей птицы. Далее происходит все также, как в первом варианте, за тем исключением, что царь прибывает в дом своих детей, чтобы жениться на девушке, знаменитой красавице, а говорящая птица рассказывает ему, что это его дочь.
Эта же сказка была опубликована в сборнике «Итальянских популярных сказок» Томасом Фредериком Крейном (см. Чудесные дети).

### Зелёная птичка и Принцесса Бель-Этуаль
Этот сюжет об «оклеветанной матери» и «чудесных детях» чрезвычайно распространён по всему миру, причём в сходных к двум описанным выше русским вариантам.
Старейшие из записанных европейских текстов — итальянские. К 1550—1553 годам относится сказка «Прекрасная зелёная птица» (фр. «L’Augel Belverde») сборника Страпаролы «Приятные ночи» (ночь IV, сказка 3), которая сыграла заметную роль в распространении сказок о чудесных детях в Западной Европе до XVIII века.
Король подслушивает разговор трёх сестёр: одна хвалится утолить жажду всего двора одним стаканом вина, другая — наткать на весь двор рубашек, третья — родить трёх чудесных детей (двух мальчиков и одну девочку с золотыми косами, с жемчужным ожерельем на шее и звездой во лбу). Король женится на младшей. В отсутствие царя она рожает, но завистливые сёстры подменяют детей щенятами. Король приказывает заточить супругу в темницу, а детей бросить в реку. Брошенных детей спасает мельник. Повзрослев, они узнают, что мельник не их отец, отправляются в столицу, добывают три чуда — танцующую воду, поющее яблоко и зелёную птичку-прорицательницу. Во время поисков этих предметов их ждут злоключения — превращение в камни и так далее, но их спасает сестра. Добытая ею зелёная птичка позже открывает королю всю правду.

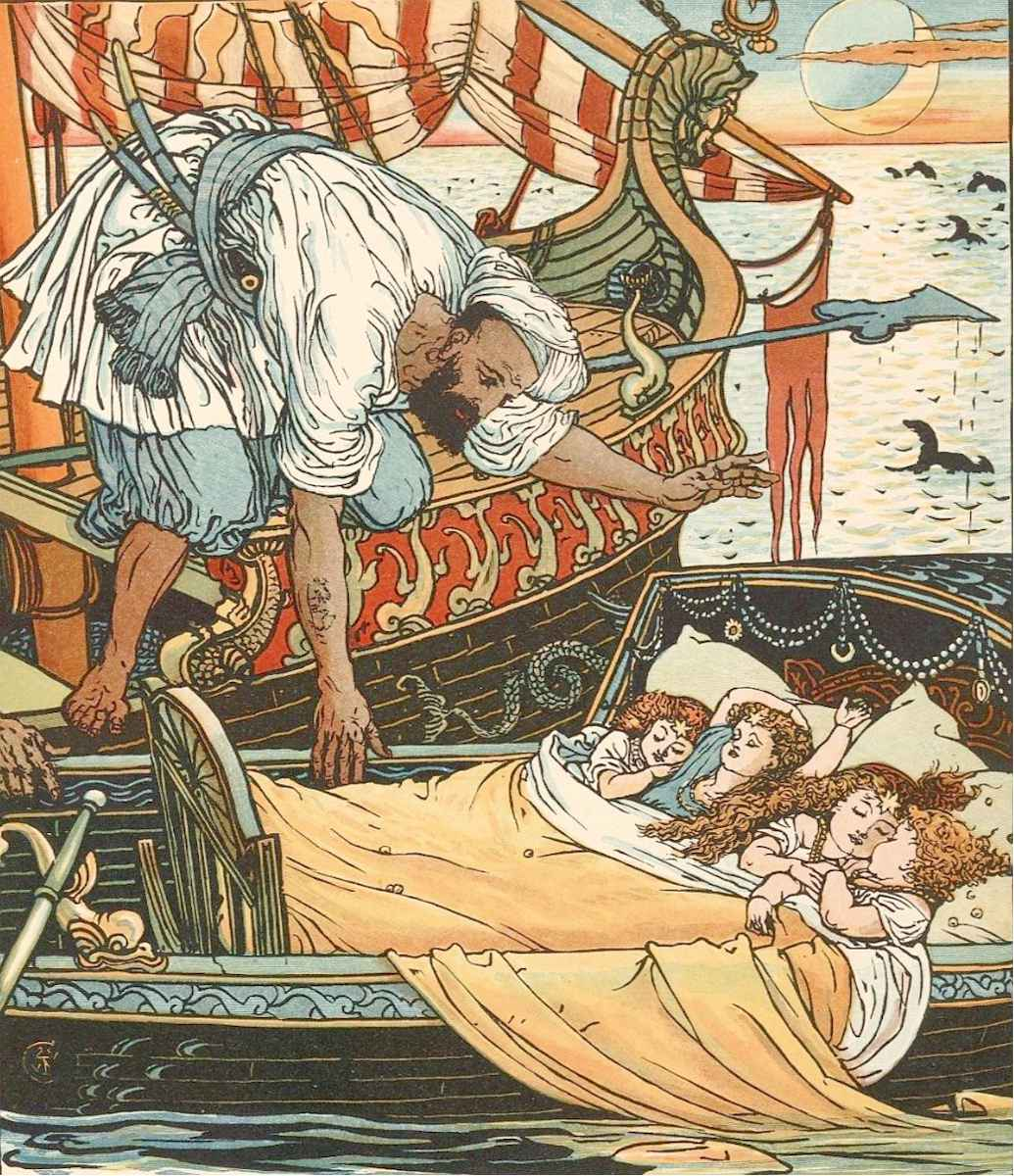
Иллюстрация к сказке «Принцесса Бель-Этуаль» Уолтера Крейна

Мотивы сказки Страпаролы использованы в куртуазной сказке сборника «Сказки о феях» (фр. «Contes de fées») баронессы д’Онуа о принцессе Бель-Этуаль 1688 года («Принцесса Прекрасная звезда»), где главной героиней становится дочь с чудесной звездой, а также в пьесе Карло Гоцци «Зелёная птичка» (1765). Во Франции народные сказки про эту птичку известны под названиями типа «Птица, говорящая правду», «Вещая птица» («L’oiseau de vérité», «L’oiseau qui dit tout»). Также некоторые сходные мотивы  прослеживаются в сказке баронессы д’Онуа «Дельфин» (Le Dauphin), которые в свою очередь восходят к сказке о Пьетро Дураке из сборника Страпаролы. Краткий пересказ сказки «Дельфин» содержится во второй части первого тома «Всеобщей библиотеки романов» (в библиотеке Пушкина имелся полный комплект — все 112 двойных томов этой литературной энциклопедии).
В 1712 году на французском языке был напечатан перевод «Тысячи и одной ночи», сделанный А. Галланом, в котором находилась аналогичная сказка «История о двух сёстрах, ревновавших к младшей» (фр. «Histoire des deux sœurs jalouses de leur cadette»). При этом в арабском оригинале подобного текста нет, хотя некоторые азиатские аналоги к ней находят. Благодаря этому французскому «переводу» сказка о чудесных детях многократно издавалась и стала хорошо известна в Европе. На эту параллель уже обращали внимание А. Н. Афанасьев, В. В. Сиповский и Е. Е. Аничкова.  Известный фольклорист М. К. Азадовский даже называл в числе главных литературных источников пушкинского произведения западноевропейские сюжеты: «все эти тексты были, без сомнения, хорошо известны Пушкину, в библиотеке которого был и Галлановский перевод 1001 ночи и сборник д’Онуа (фр. d’Aulnoy)».
Мотив заточения героев в бочку появляется в другой сказке Страпаролы — «Пьетро дурак» (ночь III, сказка 1), равно как и в относящейся к тому же типу «Перуонто» — одной из сказок «Пентамерона» (1634) Джамбаттисты Базиле (Peruonto, I-3).
Пушкину, по мнению исследователей, были бесспорно известны сказки баронессы д’Онуа и «Тысячи и одной ночи», причём текст прозаической записи 1828 года очень близок к последней из них. Американский сказковед С. Томпсон, известный составитель указателя сказочных сюжетов Аарне-Томпсона (AaTh) писал, что вообще «это один из восьми или десяти самых известных мировых сюжетов. Беглый просмотр доступных справочных работ обнаруживает 414 версий, и это говорит о том, что более тщательные поиски могли бы привести к открытию и ещё нескольких сотен версий».

### Кентерберийские рассказы
Также считается, что история напоминает вторую часть Рассказа Юриста из «Кентерберийских рассказов» (1387) Чосера. Пушкин мог знать его лишь во французском переводе.
Констанца, дочь императора Рима, становится женой сирийского султана, который ради этого брака соглашается перейти в христианство. Мать султана на брачном пире убивает все римское посольство и собственного сына, а также всех недавно крестившихся придворных. Констанцу оставляют в живых, но пускают в пустой ладье по воле волн. В итоге её корабль пристаёт к замку в Нортумберландии, которым управляет дворецкий с женой, дающие ей приют. Некий рыцарь пылает страстью к Констанце, но поскольку она отказывает ему, убивает жену дворецкого и вкладывает нож в руки Констанцы. Владелец замка король Алла вершит суд, и когда рыцарь клянётся в своей невиновности, его поражает божий гнев. Алла принимает крещение и женится на прекрасной Констанце, хотя его мать Донегильда против. Когда Констанца рожает сына Маврикия, свекровь опаивает гонца и подменяет письмо — мол, королева родила чудовище. Король приказывает подождать до его возвращения, однако свекровь опять опаивает гонца и в подложном письме приказывает посадить Констанцу с ребёнком в ту самую ладью. Вернувшийся король проводит расследование, пытает гонца и казнит мать. Ладью с Констанцей и ребёнком тем временем находит один римский сенатор, который отвозит её на родину (причем жена сенатора ей родная тётка, но племянницы не узнаёт). Алла прибывает в Рим на покаяние, сенатор берёт к нему на пир юного мальчика, сходство с которым бросается Алле в глаза. Супруги находят друг друга и примиряются, потом Констанца открывается своему отцу, римскому императору. При этом все чудеса в рассказе осуществляются с помощью молитвы.
Заимствование этого сюжета напрямую у Чосера доказывалось в работе Е. Аничковой. Она пишет, что Пушкин написал свою сказку на основании своего знакомства с произведениями русского и иноплеменного фольклора (кавказского, татарского), где встречается много сюжетов, весьма сходных с чосеровским рассказом законника, но что, прочтя его ещё до того как закончено было его собственное произведение, Пушкин будто бы «узнал в нём сюжет своей сказки и докончил её, приблизив к английской версии повести о Констанции».
Однако работа Аничковой вызывала негативную критику М. К. Азадовского и Р. М. Волкова, которые отрицали прямое заимствование сюжета у Чосера, но отмечали сходство с ним отдельных мест пушкинской сказки.

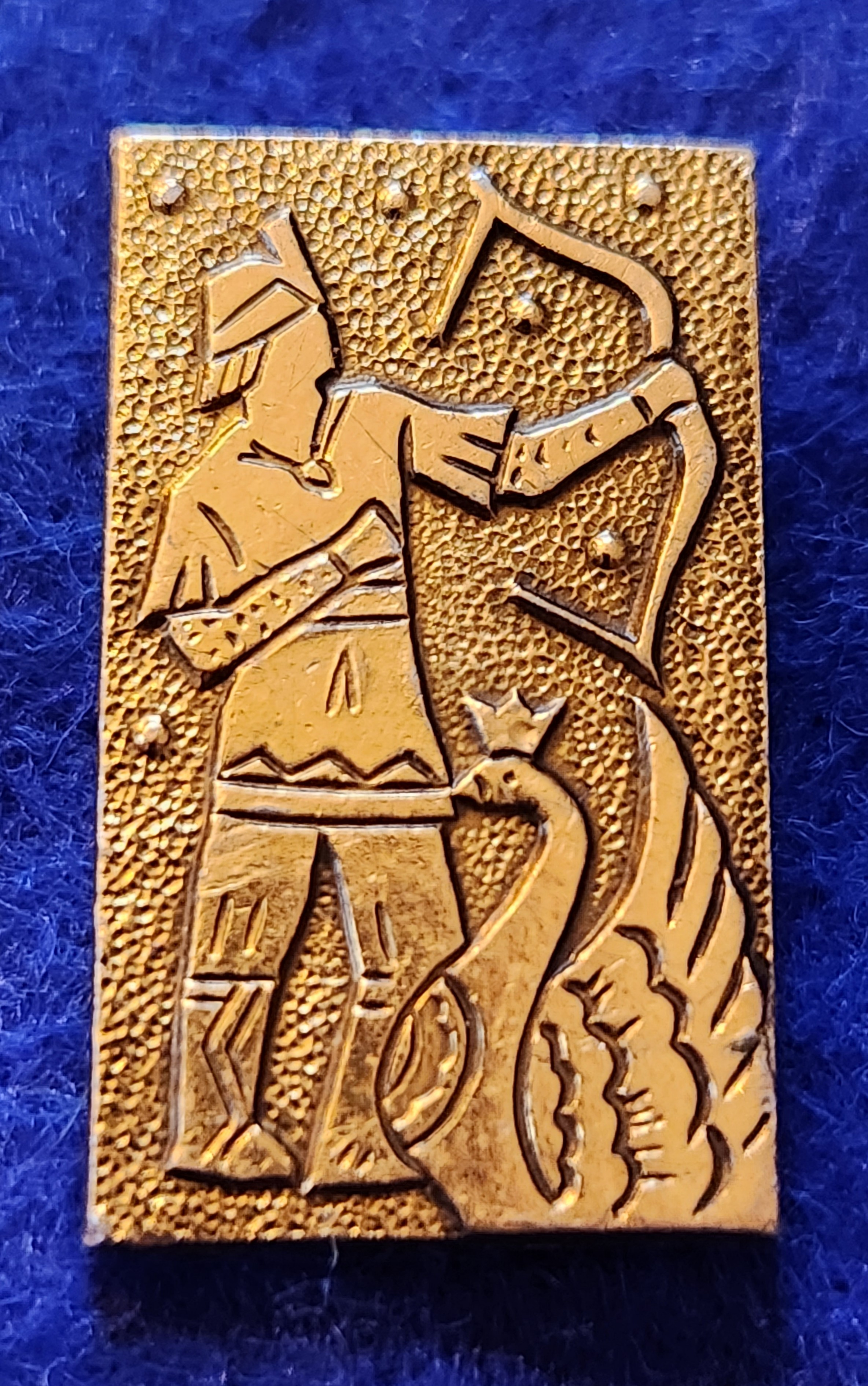
Царевна Лебедь и князь Гвидон значок

### Салтан и Гвидон

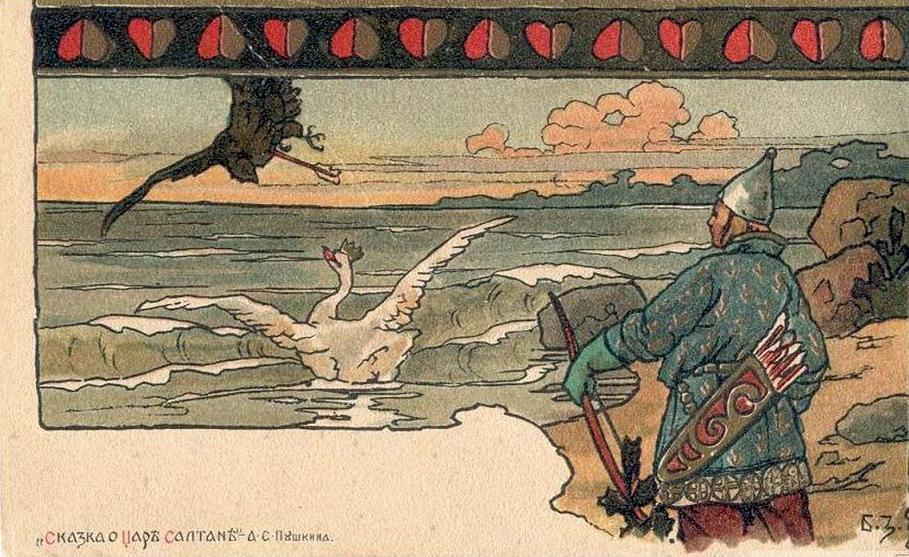
Открытка Бориса Зворыкина с иллюстрацией к сказке

### Царевна-Лебедь

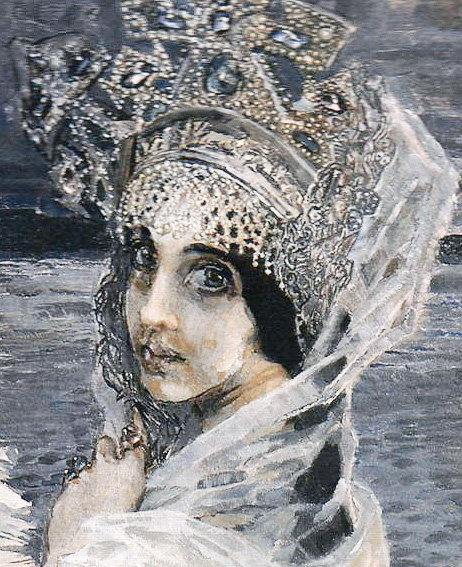
«Царевна-Лебедь», Михаил Врубель, 1900 (деталь)

### Тридцать три богатыря

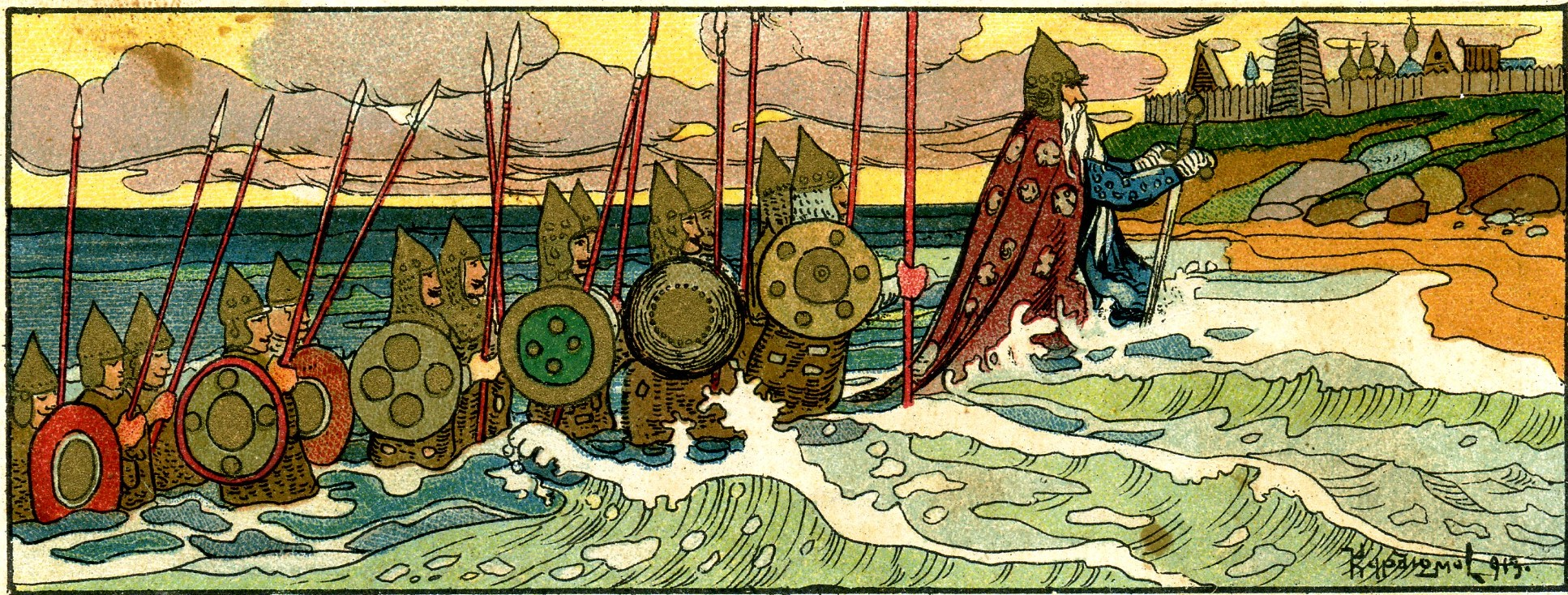
«33 богатыря», иллюстрация В. Н. Курдюмова

### Бабариха

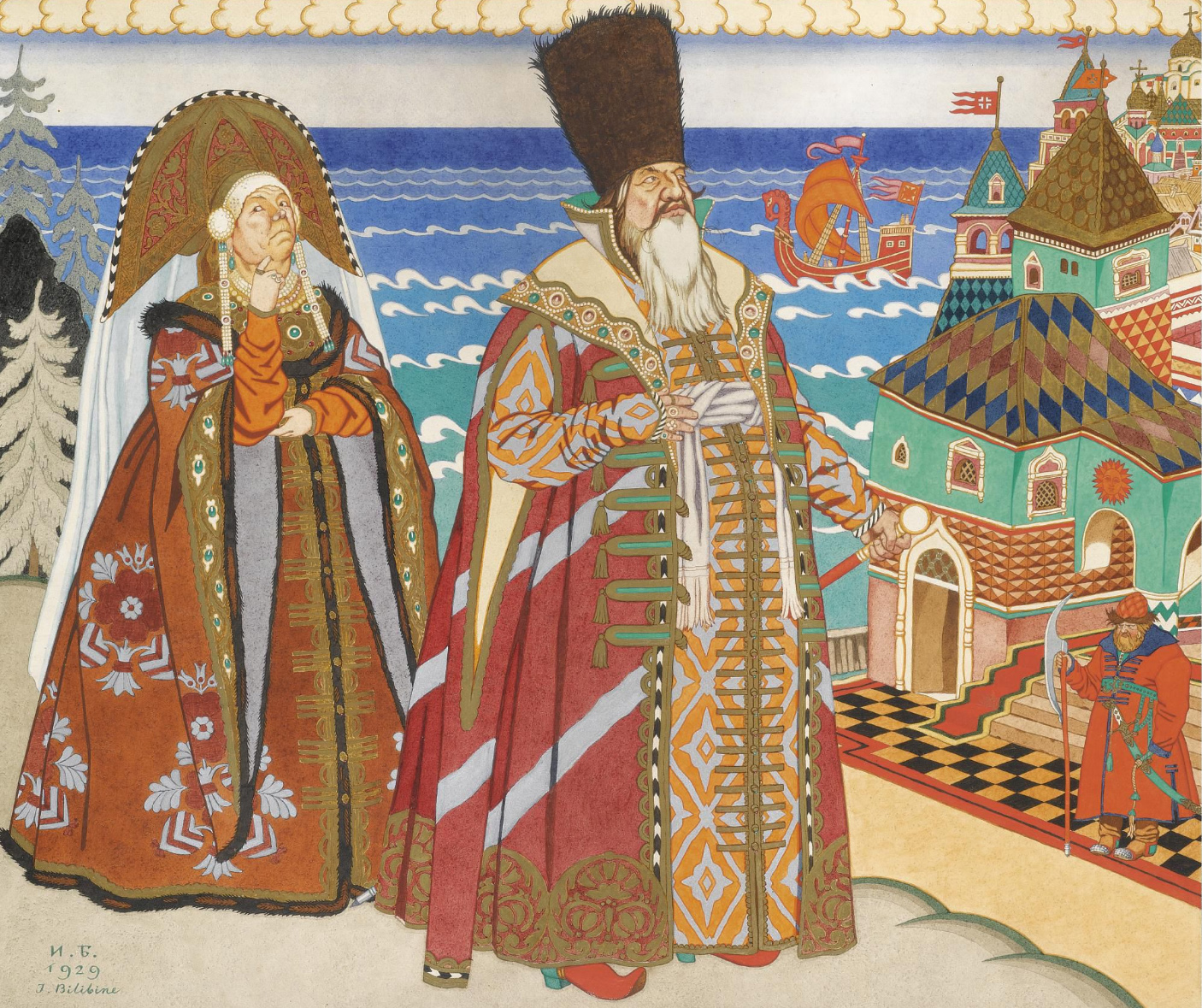
«Бабариха и царь Салтан», иллюстрация И. Билибина

## Отзывы

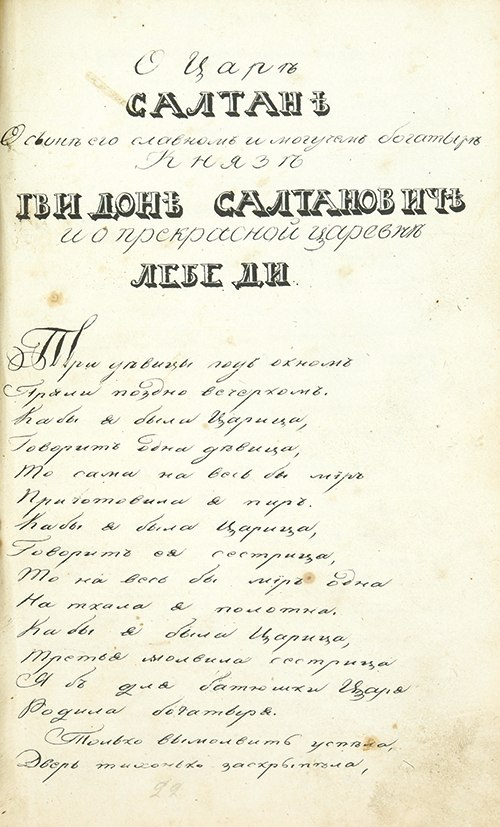
Рукописная книга со стихами лучших русских поэтов. 1834 год. Страница со сказкой

## В искусстве

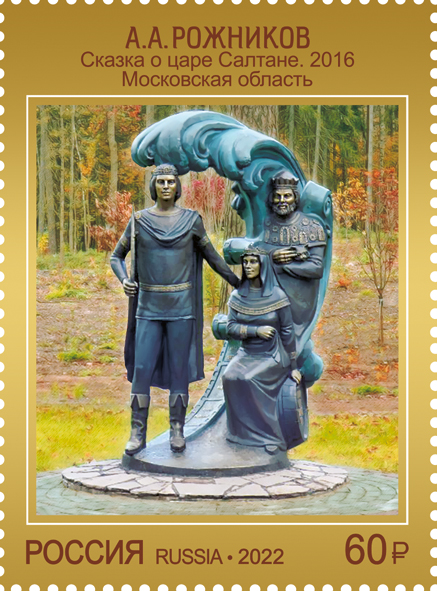
Скульптура А. А. Рожникова «Сказка о царе Салтане» (2016) на почтовой марке России 2022 года из серии «Современное искусство России»

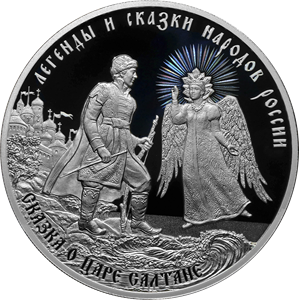
Монета Банка России в серии «Легенды и сказки народов России», серебро, номинал 3 рубля, 2024 год.